# Ранкова зоря
«Ранкова зоря» (нім. Morgenröthe. Gedanken über die moralischen Vorurtheile) — філософська праця Фрідріха Ніцше, опублікована в 1881 році. Ця робота є частиною його «позитивістського» періоду та знаменує початок проекту «переоцінки всіх цінностей». У ній Ніцше досліджує походження моральних цінностей, критикує християнську мораль і пропонує новий підхід до розуміння людської поведінки.

## Короткий опис
Книга складається з п'яти частин, які містять 575 афоризмів різної довжини й тематики. Ніцше використовує фрагментарний стиль, поєднуючи філософські роздуми з літературними прийомами. Артур Данто навіть назвав це «різновидом еротичного письма», який вимагає від читача партнерства в насолоді та дослідженні. Мораль філософ досліджує також на рівні порівняльного релігієзнавства. Текст характеризується раптовими змінами тону та ритму: ліризм, приземленість, знущання, дистанціювання, відвертість, залякування, анекдоти тощо. Зрештою, твір вказує на світанковий зачин нового дня. Тому Ніцше називає його неквапливою книгою, а себе вчителем повільного читання (ein Lehrer des langsamen Lesens). Як слушно підсумовує Джуліан Янг, це не зовсім теоретичний трактат, а радше духовний ресурс: тексти для медитації та роздумів. Він називає свою роботу «роботою підземника», акцентуючи увагу на повільному та ретельному дослідженні моральних передсудів. У книзі Ніцше задається питанням про походження та істинність моральних та релігійних систем. При цьому трагічний патос християнської екзистенції Ніцше протиставляє споглядальному щастю людини, що прагне до пізнання. Ніцше інтерпретує екстаз віри як психопатологічний феномен.
Ніцше визначає мораль як звичаєвий спосіб учинку й оцінювання. У «Ранковій зорі» розглядається питання про передсуди, вільнодумство, проблеми істини та знання. Насамкінець слід погодитися з позицією італійського філософа Джанні Ваттімо, який називає «Ранкову зорю» підготовчою працею. «Ранкова зоря» фактично є основою подальших студій Ніцше проблем моралі та релігії, які знайшли своє вираження в полемічному трактаті «До генеалогії моралі» та критичній розвідці «Антихрист».
У «Ранковій зорі» Ніцше вперше викладає свою концепцію волі до влади, яку в 1883—1885 роках він детальніше розроблятиме в книзі «Так казав Заратустра».
Книга «Ранкова зоря» є характероною для середнього («позитивістського») періоду становлення філософської концепції Ніцше.
На титульному аркуші «Ранкової зорі» Ніцше розмістив цитату з Ригведи:
«Існує чимало ранкових зір, які ще не сяяли» (Es gibt so viele Morgenröthen, die noch nicht geleuchtet haben), що підкреслює його віру в нові можливості для людства.

## Історія

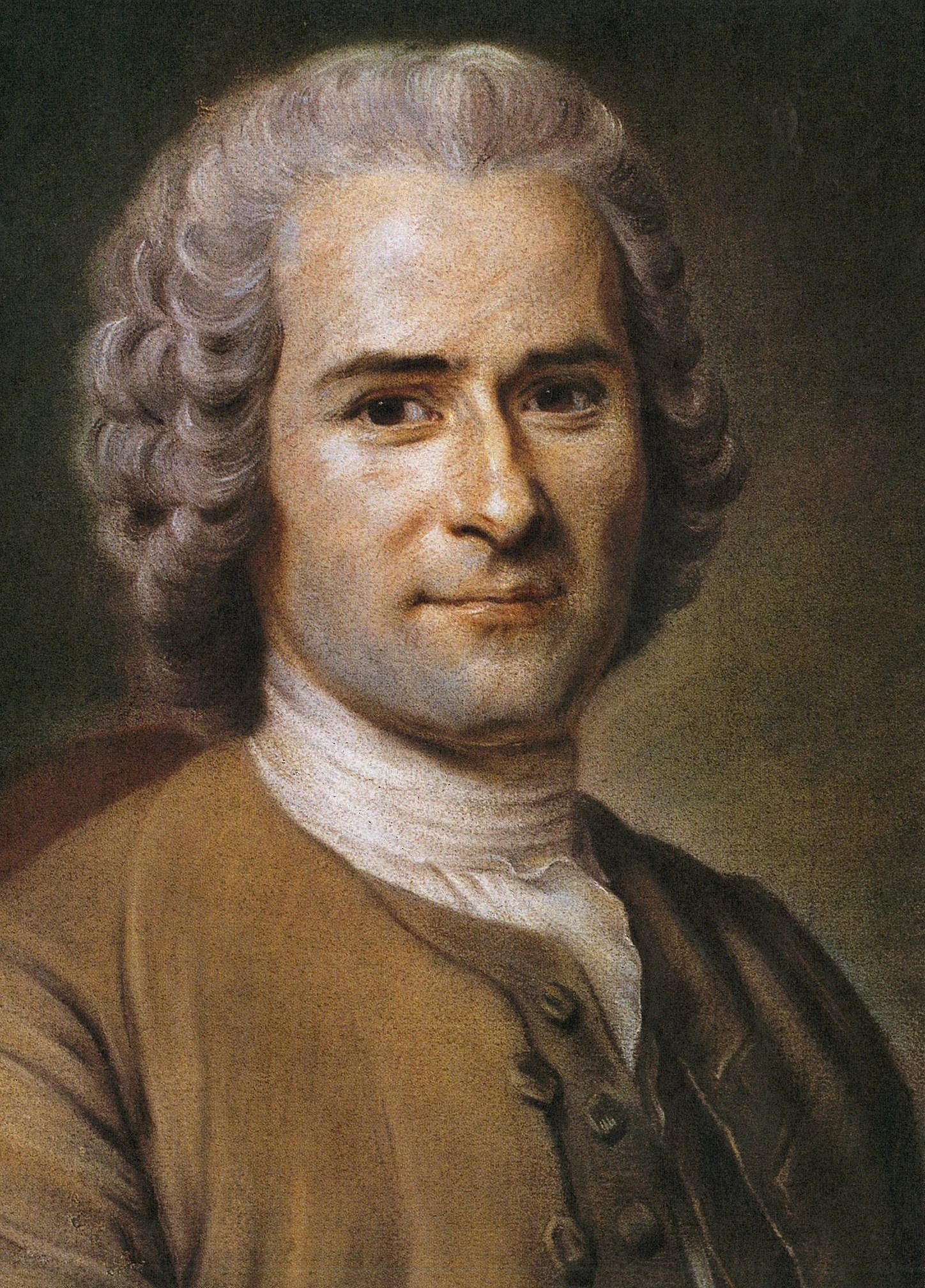
Жан-Жак Руссо — за висловом Ніцше, «моральний тарантул, який вжалив і його самого». пастель Моріса Кантен де Латура, 1753

Ніцше почав працювати над «Ранковою зорею» під час перебування в Італії та Швейцарії, де шукав сприятливий клімат для лікування від хвороб. Рукопис був написаний у важких умовах: філософ страждав від сильних болів, втрачав зір і навіть зловживав опіумом. Його друг, композитор Гайнрих Кьозеліц (Петер Гаст), допомагав йому розшифровувати тексти та готувати їх до публікації. Спочатку книга мала робочу назву «Тінь Венеції» (L'Ombra di Venezia), але згодом Ніцше обрав символічну назву «Ранкова зоря», яка відсилає до світанку нового дня та очікування змін.

## Вплив
«Ранкова зоря» спочатку не отримала широкого визнання: за п’ять років було продано менше 250 примірників. Спочатку жодної рецензії на книгу так і не з'явилося. Попри відсутність реакції на книжку, філософські амбіції Ніцше тільки міцнішають. Як він сам зазначатиме в «Ессе Ноmо», в «Ранковій зорі» йому вдалося започаткувати цілу кампанію імморалізму: «Цією книгою починається мій похід проти моралі» (Mit diesem Buche beginnt mein Feldzug gegen die Moral). Проте згодом вона стала важливою частиною доробку Ніцше, підготувавши ґрунт для його пізніших робіт, таких як «Так казав Заратустра» та «До генеалогії моралі».
Книга вплинула на розвиток філософії, психології (зокрема, на ідеї Зигмунда Фройда) та літератури. Її афористичний стиль і радикальні ідеї про мораль залишаються предметом досліджень і дискусій.

## Переклади українською
- Фридрих Ніцше. Ранкова зоря. Думки про моральні пересуди. Пер з німецької Вахтанг Кебуладзе. — Київ: видавництво «Темпора», 2018. — 800 с. ISBN 978-617-569-382-7